# Holetín
Holetín település Csehországban, a Chrudimi járásban. Holetín Mrákotín, Raná, Hlinsko, Tisovec és Včelákov településekkel határos. Lakosainak száma 799 fő (2024. január 1.).

## Népesség
A település lakosságának változását az alábbi diagram mutatja:
| Lakosok száma | 1453 | 1441 | 1429 | 1090 | 808  | 759  | 783  | 805  | 797  | 799  |
|               | 1869 | 1890 | 1921 | 1950 | 1980 | 2001 | 2017 | 2019 | 2022 | 2024 |